# どうぶつの森 こもれび広場
『どうぶつの森 こもれび広場』（どうぶつのもり こもれびひろば、英題: Animal Crossing Plaza）は、2013年8月8日より任天堂から無料配信されたWii U用コミュニケーションソフト。配信は2014年12月31日に終了している。

## 概要
どうぶつ達が暮らす村にプレイヤーが移り住みスローライフを楽しむゲーム『どうぶつの森』シリーズのスピンオフ作品。任天堂が当時運営していたSNS「Miiverse」内で開設された専用コミュニティと連動し、ユーザー同士が様々なコミュニケーションを取ることを主題としている。従来シリーズのような村づくりやアイテム収集などの要素は無い。
本作は当初から期間限定配信であることが発表されており、日本では2014年12月31日をもって配信を終了した。

## システム
広場
ソフトの起動後に表示される広場には、Wii U本体メニュー（わらわら広場）のように、大勢のどうぶつ達が集まる。各どうぶつたちの上部にはふきだしが現れ、台詞やそのどうぶつに関するMiiverseの投稿内容が表示される。
どうぶつを選択することで表示されるメニュー画面ではどうぶつのプロフィールが閲覧できるほか、以下のようなことができる。
村民登録
登録を行うことで、選択したどうぶつが常に広場の中央に現れるようになる。どうぶつは最大10人まで登録できる。この機能は、2013年11月14日の更新データ配信後に搭載された。
○○について投稿
選択したどうぶつに関する投稿を行える。投稿では、キーボード入力の文字や手描きイラストのほか、2013年11月14日の更新データ配信後にはどうぶつやアイテムをかたどった50種類以上の「ハンコ」も使用できるようになった。
みんなの投稿を見る
選択したどうぶつに関する投稿を閲覧できる。各投稿に対して共感を示す共感ボタンを押すこともできる。
○○をお気に入りにする
選択したどうぶつをお気に入りに登録できる。このどうぶつの名前は、広場に現れるユーザーのアバター「Mii」を選択した際に表示されるプロフィールに載る。また、村民登録時と同様にどうぶつが広場の中央に常に現れるようになる。
投票する
月替わりでテーマが決められ、そのテーマにふさわしいと思ったどうぶつに投票できる。投票結果はランキング形式で表示される。2013年11月14日の更新データ配信後に利用可能となった。
アルバム
2012年発売のニンテンドー3DS用ソフト『とびだせ どうぶつの森』の中で撮影した写真をWii U上で閲覧できるほか、その写真をコミュニティへ投稿することも可能。『とびだせ どうぶつの森』の写真データが入ったSDカードをWii U本体のSDカードスロットに差すことでデータを取り込み、アルバムにコピーされる。アルバムは12種類あり、1つにつき240枚の写真を保存できる。